# Johnny Griffin
John Arnold Griffin III (ur. 24 kwietnia 1928 w Chicago, zm. 25 lipca 2008 w Mauprévoir) – amerykański saksofonista tenorowy. Kariera Griffina rozpoczęła się na początku lat 40. i trwała do jego śmierci. W 1995 otrzymał tytuł Doktora honoris causa Berklee College of Music.

## Życiorys
Griffin studiował muzykę w DuSable High School w Chicago u Waltera Dyetta, zaczynając od klarnetu, po czym zaczął grać na oboju, a potem na saksofonie altowym. Będąc jeszcze w szkole średniej, w wieku 15 lat grał z T-Bone Walkerem w zespole prowadzonym przez brata Walkera. Dołączył do big-bandu Lionela Hamptona trzy dni po ukończeniu szkoły średniej. Po raz pierwszy pojawił się na płycie z zespołem Hamptona w 1945 w Los Angeles w wieku 17 lat. W połowie 1947 wraz z Joe Morrisem, członkiem zespołu Hamptona, utworzył zespół składający się z lokalnych muzyków, w tym George’a Freemana, w którym pozostał na następne dwa lata. Jego grę można usłyszeć na różnych wczesnych nagraniach Rhythm and Bluesa dla Atlantic Records. W 1951 grał na saksofonie barytonowym w septecie R&B prowadzonym przez byłego kolegę z zespołu, Arnetta Cobba. Po powrocie do Chicago zaczął zdobywać reputację jednego z największych saksofonistów w mieście.
W 1956 wydał swoją premierową płytę, Introducing Johnny Griffin. Nagranie z udziałem Wyntona Kelly’ego (fortepian), Curly’ego Russella (kontrabas) i Maxa Roacha (perkusja) przyniosło Griffinowi uznanie. W 1957 przez kilka miesięcy grał z Artem Blakeyem w Jazz Messengers, a w 1958 w Thelonious Monk Sextet and Quartet.

### Kariera w Europie
W 1963 na skutek problemów związanych z podatkiem dochodowym, upadku małżeństwa i poczucia „goryczy z powodu krytycznej akceptacji free jazzu” w Stanach Zjednoczonych przeniósł się do Francji, a w 1978 do Holandii.
W 1965 nagrał albumy z Wesem Montgomery’m. W latach 1967–1969 należał do Kenny Clarke/Francy Boland Big Band.
Zmarł na zawał serca w wieku 80. lat, w Mauprévoir. Jego ostatni koncert odbył się 21 lipca 2008 roku w Hyères we Francji.

## Dyskografia
- 1956: Johnny Griffin (wydany przez Argo, 1958)
- 1956: Introducing Johnny Griffin (wydany przez Blue Note)
- 1957: A Blowing Session (wydany przez Blue Note)[10]
- 1957: The Congregation (wydany przez Blue Note)
- 1958: Johnny Griffin Sextet (wydany przez Riverside)
- 1958: Way Out! (wydany przez Riverside)
- 1959: The Little Giant (wydany przez Riverside)
- 1960: The Big Soul-Band (wydany przez Riverside)
- 1960: Battle Stations (wydany przez Prestige)
- 1960: Johnny Griffin's Studio Jazz Party (wydany przez Riverside)
- 1960: Tough Tenors (wydany przez Jazzland)
- 1960: Griff & Lock (wydany przez Jazzland)
- 1961: The First Set (wydany przez Prestige)
- 1961: The Tenor Scene (wydany przez Prestige)
- 1961: The Late Show (wydany przez Prestige)
- 1961: The Midnight Show (wydany przez Prestige)
- 1961: Lookin' at Monk! (wydany przez Prestige)
- 1961: Change of Pace (wydany przez Riverside)
- 1961: Blues Up & Down (wydany przez Jazzland)
- 1961: White Gardenia (wydany przez Riverside)
- 1961: The Kerry Dancers (wydany przez Riverside)
- 1962: Tough Tenor Favorites (wydany przez Jazzland)
- 1962: Grab This! (wydany przez Riverside)
- 1963: Soul Groove (wydany przez Atlantic) z Matthew Gee
- 1963: Do Nothing 'til You Hear from Me (wydany przez Riverside)
- 1964: Night Lady (wydany przez Philips)
- 1967: The Man I Love (wydany przez Polydor)
- 1967: You Leave Me Breathless (Black Lion)
- 1967: A Night in Tunisia (wydany przez Trio)
- 1967: Body and Soul (wydany przez Moon)
- 1968: Jazz Undulation (wydany przez Joker)
- 1968: Lady Heavy Bottom's Waltz (wydany przez Vogue)
- 1970: Tough Tenors Again 'n' Again (wydany przez MPS)
- 1973: Blues for Harvey (wydany przez SteepleChase)
- 1974: Johnny Griffin Live at Music Inn (wydany przez Horo)
- 1975: All the Things You Are (wydany przez Timeless)
- 1976: Johnny Griffin Live in Tokyo (wydany przez Philips)
- 1976: The Little Giant Revisited (wydany przez Philips)
- 1978: Sincerely Ours (wydany przez Four Leaf Clover) z Rolfem Ericsonem
- 1978: Return of the Griffin (wydany przez Galaxy)
- 1978: Bush Dance (wydany przez Galaxy)
- 1978: Birds and Ballads (wydany przez Galaxy)
- 1979: NYC Underground (wydany przez Galaxy)
- 1979: To the Ladies (wydany przez Galaxy)
- 1980: Live / Autumn Leaves (wydany przez Verve)
- 1981: Meeting (wydany przez Jeton)
- 1983: Call It Whachawana (wydany przez Galaxy)
- 1984: Tenors Back Again! (wydany przez Storyville)
- 1985: Three Generations of Tenor Saxophone
- 1986: Have You Met Barcelona
- 1988: Take My Hand (wydany przez Who's Who in Jazz)
- 1990: The Cat (wydany przez Antilles)
- 1992: Dance of Passion (wydany przez Antilles)
- 1994: Chicago-New york-Paris
- 1995: Chicago, New York, Paris (wydany przez Verve i PolyGram)
- 1999: In and Out (wydany przez Dreyfus)
- 2000: Johnny Griffin and Steve Grossman Quintet
- 2000: Johnny Griffin and Horace Parlan: Close Your Eyes (wydany przez Minor Music)
- 2002: Johnny Griffin and the Great Danes